# Zachery Schubert
Zachery Schubert (* 23. Dezember 1995 in Loxton) ist ein australischer Beachvolleyballspieler.

## Karriere
Mit Malachi Murch belegte Schubert bei der U19-WM in Porto den siebzehnten Rang, mit Maximilian Guehrer wurde er ein Jahr später 38. bei den Titelkämpfen der unter Einzwanzigjährien. Die beiden erreichten anschließend zweite dritte Plätze bei nationalen Turnieren. Nach einem neunten Rang bei den Asienmeisterschaften 2016 mit Casey Grice erreichte Zachery Schubert in der folgenden Saison mit Cole Durant  auf der World Tour Platz fünf beim 3-Sterne-Turnier in Kisch und Platz zwei beim 1-Stern-Turnier in Shepparton. Mit Christopher McHugh gelang dem in Südaustralien geborenen Sportler gleich in ihrem ersten gemeinsamen Wettbewerb beim 3-Sterne-Event in Haiyang ebenfalls Rang fünf. Im weiteren Verlauf ihrer einjährigen Zusammenarbeit siegten sie noch bei drei aufeinanderfolgenden nationalen Veranstaltungen. Im Sommer 2019 entschieden sich Schubert und Maximilian Guehrer, ein zweites Mal gemeinsam auf die Jagd nach Punkten und Erfolgen im Sand zu gehen. Heraus kam dabei eine neunter Rang beim 4-Sterne-Turnier in Espinho sowie jeweils der Sieg beim Halbfinale und Finale des AVC-Continental-Cups zwei Jahre später.
Seit 2022 bilden Thomas Hodges und Zachery Schubert ein Beachvolleyballteam. Die beiden Australier erreichten von Mai bis November sechs Mal das Stockerl bei Futures, nationalen oder kontinentalen Turnieren, standen dabei drei Mal auf der obersten Stufe. Ihren bis dahin größten Erfolg erzielten sie bei der letzten Veranstaltung des Jahres, als sie beim Elite16 in Torquay das Finale erreichten. In der folgenden Saison gewannen Hodges/Schubert das Challenge-Turnier in Jūrmala und anschließend die Asienmeisterschaft in Fuzhou. Bei der Weltmeisterschaft 2023 in Tlaxcala erreichten sie Platz neun. Zum Ende der Saison erzielten sie bei vier ostasiatischen Challenge-Turnieren ausschließlich Top-Ten-Platzierungen. Dabei erkämpften sie Bronze in Haikou und Silber in Nuvali.
Ihr zweitbestes jemals erzieltes Elite16-Ergebnis bis zu diesem Zeitpunkt gelang ihnen, als sie in der folgenden Spielzeit in Espinho zunächst die Qualifikation überstanden und danach als Poolsieger unter anderem die amtierenden Weltmeister Perušič / Schweiner besiegten und so den geteilten fünften Rang belegten. Bei den Olympischen Spielen konnte sie in ihrem zweiten Spiel gegen die deutschen Silbermedaillengewinner Ehlers / Wickler mehrere Matchbälle nicht nutzen und sich so durch den anschließenden Sieg gegen Bassereau / Lyneel nur noch den dritten Rang in der Gruppe C sichern. In der Lucky Loser Runde verloren sie dann gegen die US-Amerikaner Evans / Budinger und wurden so im Gesamtklassement Siebzehnte. Im November 2024 erreichten sie auf der World Pro Tour bei den Challenge-Turnieren in Haikou Platz zwei und in Chennai Platz vier.